# 정주연
정주연(鄭珠姸, 1989년 3월 13일~)은 대한민국의 배우이다.

## 학력
- 안양예술고등학교 연극영화과 (졸업)
- 건국대학교 영화과 (졸업)

## 활동

### 드라마
| 연도 | 방송사       | 제목                   | 역할             | 비고 |
| ---- | ------------ | ---------------------- | ---------------- | ---- |
| 2010 | MBC          | 일일드라마 폭풍의 연인 | 유애리           |      |
| 2013 | MBC          | 일일드라마 오로라 공주 | 박지영           |      |
| 2015 | MBC 드라마넷 | 태양의 도시            | 소혜진           |      |
| 2024 | 디즈니+      | 화인가 스캔들          | 이진 마지막 촬영 |      |

### 영화
- 2010년 《마음이 2》 ... 해변가 여학생 역
- 2012년 《차이나 블루》 ... 칭칭 역
- 2015년 《스물》 ... 허은혜 역
- 2020년 《요가학원: 죽음의 쿤달리니》 ... 가영 역 마지막 촬영

### M/V
- 2009년 에픽하이 - 따라해
- 2009년 에픽하이 - 트로트 마지막 촬영
- 2009년 MC 스나이퍼 - 마법의 성 마지막 촬영
- 2012년 이영현 - 조금씩 멀어지네요 마지막 촬영

### TV
- 2017년 OnStyle 예능 《매력티비 보관됨 2018-01-03 - 웨이백 머신》